# المنشية (القنيطرة)
المنشية هي إحدى القرى المحتلة والمدمرة التابعة لمركز الخشنية التابع لمحافظة القنيطرة في هضبة الجولان بجنوب غرب سوريا.